# Mimesa
Mimesa  (лат.) — род песочных ос (Crabronidae) из подсемейства Pemphredoninae. Около 80 видов.

## Распространение
В мире 76 видов, в Палеарктике 40, в России 15 видов.

## Описание
Мелкие осы, гнездящиеся в почве (песчаной или глинистой). Брюшко со стебельком. Переднее крыло с 3 субмаргинальными ячейками. Усиковые ямки отделены от наличника и расположены около середины лица. Голени средних ног несут одну шпору. Усики самца 13-члениковые, самки — 12-члениковые. Нижнечелюстные щупики состоят из 6 члеников, а нижнегубные — из 4. Охотятся на равнокрылых (Homoptera) из семейства цикадок Cicadellidae.

## Систематика
Около 60 видов.
- Mimesa beckeri Tourn.
- Mimesa bicolor (Jur.)
- Mimesa bruxellensis Bondr.
- Mimesa caucasica  Maidl
- Mimesa crassipes  Costa
- Mimesa equestris (Fabricius, 1804) (= Trypoxylon equestre Fabricius, 1804typus
- Mimesa fallax F.Mor.
- Mimesa grandii  Maidl
- Mimesa gussakovskiji  (Beaum.)
- Mimesa kazenasi Budrys
- Mimesa lutaria (F.)
- Mimesa nigrita Ev.
- Mimesa pulawskii (Kazenas)
- Mimesa punctipleuris (Guss.)
- Mimesa shestakovi (Guss.)
- Mimesa sibirica (Beaum.)
- Mimesa transiliensis Budrys